# Opatovice (ort i Tjeckien, Södra Mähren, lat 49,08, long 16,64)
Opatovice är en ort i Tjeckien.   Den ligger i regionen Södra Mähren, i den sydöstra delen av landet, 200 km sydost om huvudstaden Prag. Opatovice ligger 187 meter över havet och antalet invånare är 962.
Terrängen runt Opatovice är platt. Runt Opatovice är det ganska tätbefolkat, med 155 invånare per kvadratkilometer. Närmaste större samhälle är Brno, 13,6 km norr om Opatovice. Trakten runt Opatovice består till största delen av jordbruksmark.